# Пяденица перьеносная
Пяденица перьеносная или Хаймоптена оперенная (лат. Cheimoptena pennigera) — бабочка из семейства пядениц. Единственный представитель рода. Вид описан в 1969 году из пустыни Каракум.

## Описание
Размах крыльев — 16—17 мм. Самцы отличаются длинными чешуйками-«перьями», составляющими бахрому их крыльев. Самки данного вида бескрылые. Время лёта в январе-феврале. Гусеница питается на растения рода саксауле, включая белый саксаул. Куколка находится в диапаузе до середины или конца следующей зимы.

## Ареал и местообитание
Эндемик пустынь Средней Азии, и Казахстана. Обнаружен в Каракумах (Репетек), Муюнкумах (среднее течение реки Чу), в пустыне Сары-Ишикотау (по древнему руслу реки Или). Возможно также обитает северо-восточнее указанного участка — вплоть до озера Зайсан. Обитает в песках, поросших белым саксаулом. Преимущественно встречается в межбарханных понижениях с разнотравной растительностью. Местами обычный вид, однако встречается преимущественно локально.

## Охрана
Занесена в Красную книгу Казахстана. Вид охраняется в Репетекском заповеднике.